# Cheki☆Love
《チェキ☆ラブ》是日本女子音樂組合PURETTY所推出的首張單曲，2012年9月5日由Universal Music發行。

## 概要
本曲為《星光少女 美夢成真》第2首片尾曲。音樂影片收錄在限定版光碟。此歌並作為星光少女大型機台背景音樂。
2012年9月17日，本曲在Oricon公信榜升上第66名，銷售量1399件。9月24日，在同榜是132名，2週銷售量1802件。

## 收錄曲目
1. チェキ☆ラブ [3:13]
作詞：森内優希；作曲、編曲：G-High/Lee裕亨
電視動畫《星光少女 美夢成真》第二個片尾曲。
2. チェキ☆ラブ（instrumental）[3:11]
作詞：森内優希；作曲、編曲：G-High/Lee裕亨

### DVD
1. 限定版Disc.2（UMCK 9553）
2. チェキ☆ラブ（LIP ver.）
3. チェキ☆ラブ（Main ver.）

## 出處
1. 1 2  .   [2013-06-14]. （原始内容存档于2013-06-20）.
2. ↑  「星光少女 美夢成真 雜誌 第10卷」（2012年）19頁。ISBN 978-4-04-728140-0

## 外部連結
- （日語）PURETTY JAPAN OFFICIAL FANCLUB（页面存档备份，存于）
- （日語）在Amazon網站對チェキ☆ラブ的介紹（页面存档备份，存于）
- （日語）チェキ☆ラブ在Universal Music的官方介紹（页面存档备份，存于）